# Wiktor Spasow
Wiktor Iwanowycz Spasow, ukr. Віктор Іванович Спасов (ur. 19 lipca 1959) – ukraiński lekkoatleta specjalizujący się w skoku o tyczce, który początkowo startował w barwach Związku Radzieckiego.
Pierwszym sukcesem lekkoatlety był zwycięstwo w mistrzostwach Europy juniorów. W 1982 został halowym mistrzem Europy. W czasie tych zawodów – wynikiem 5,70 – ustanowił nowy rekord imprezy. Pięć lat później sięgnął po złoty krążek uniwersjady. W 1981 i 1982 zdobywał złote medale mistrzostw ZSRR. Rekord życiowy: hala – 5,70 (7 marca 1982, Mediolan).

## Osiągnięcia
| Rok  | Impreza                     | Miejsce         | Lokata     | Wynik |
| ---- | --------------------------- | --------------- | ---------- | ----- |
| 1977 | Mistrzostwa Europy juniorów | Donieck         | 1. miejsce | 5,30  |
| 1977 | Mecz NRD – Polska – ZSRR    | Karl-Marx-Stadt | 5. miejsce | 5,00  |
| 1982 | Halowe mistrzostwa Europy   | Mediolan        | 1. miejsce | 5,70  |
| 1987 | Uniwersjada                 | Zagrzeb         | 1. miejsce | 5,65  |